# National Building Museum

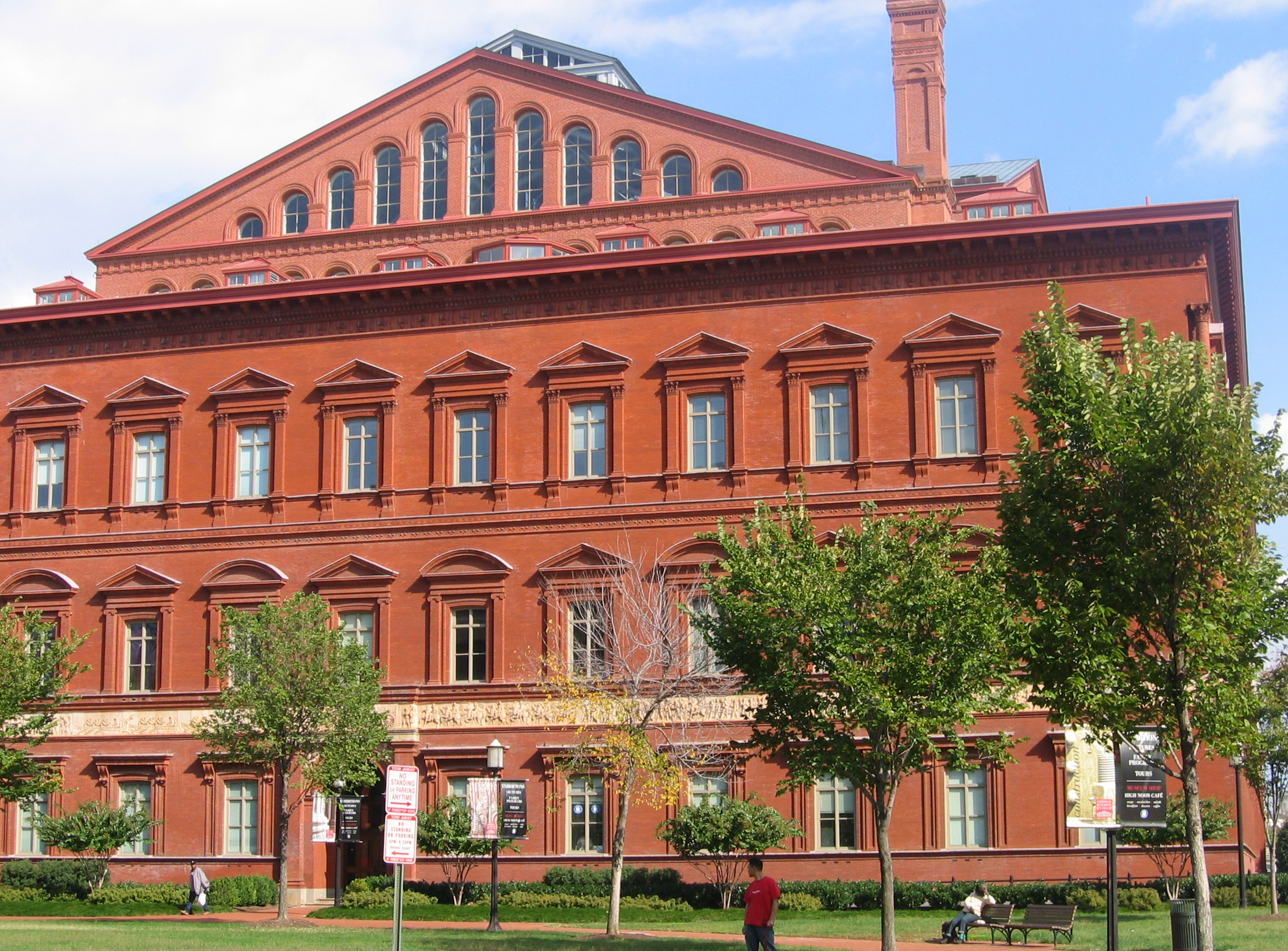
The National Building Museum, das frühere Pension Building

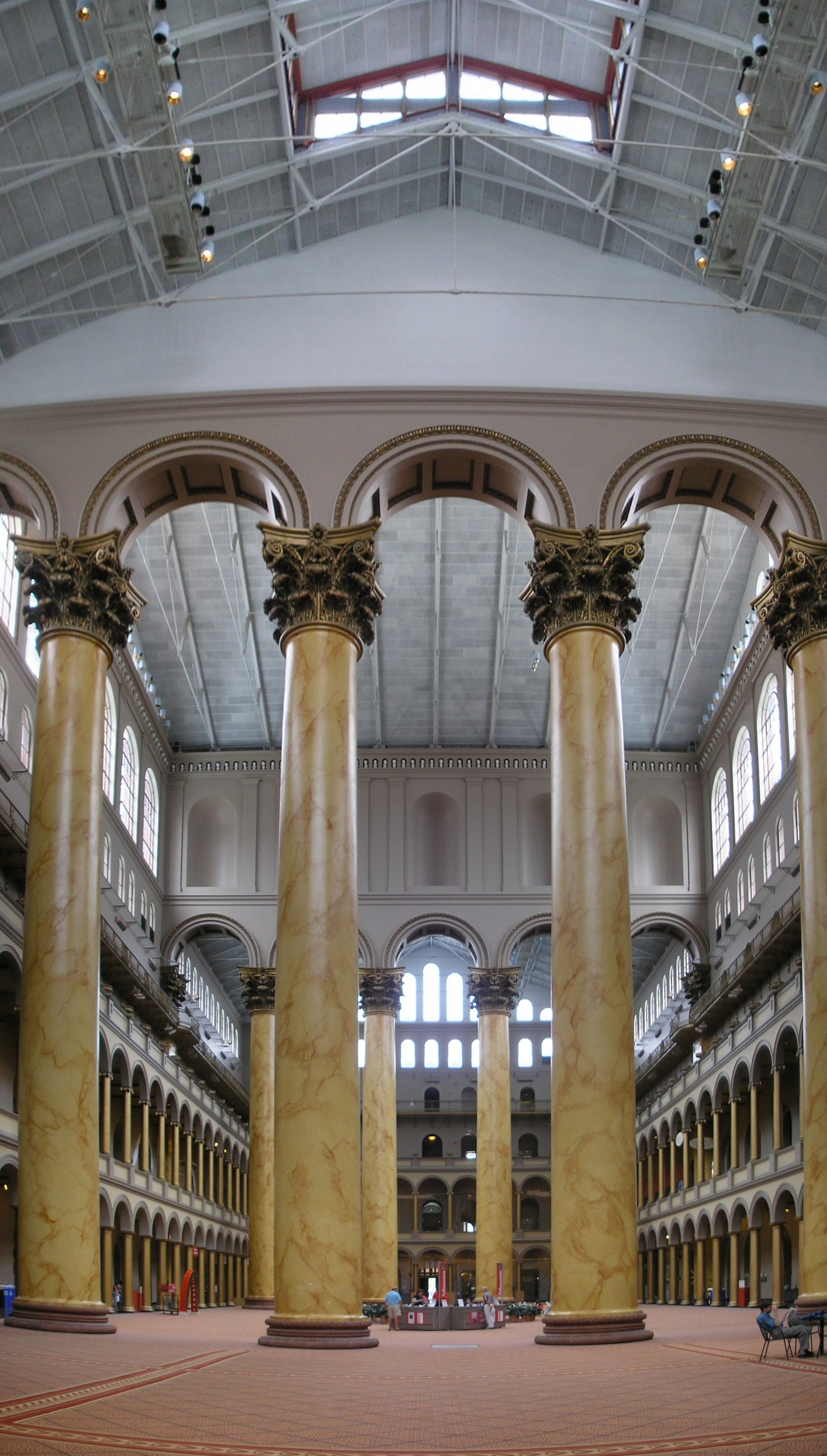
Die Corinthischen Säulen sind 75 ft hoch (23 m)

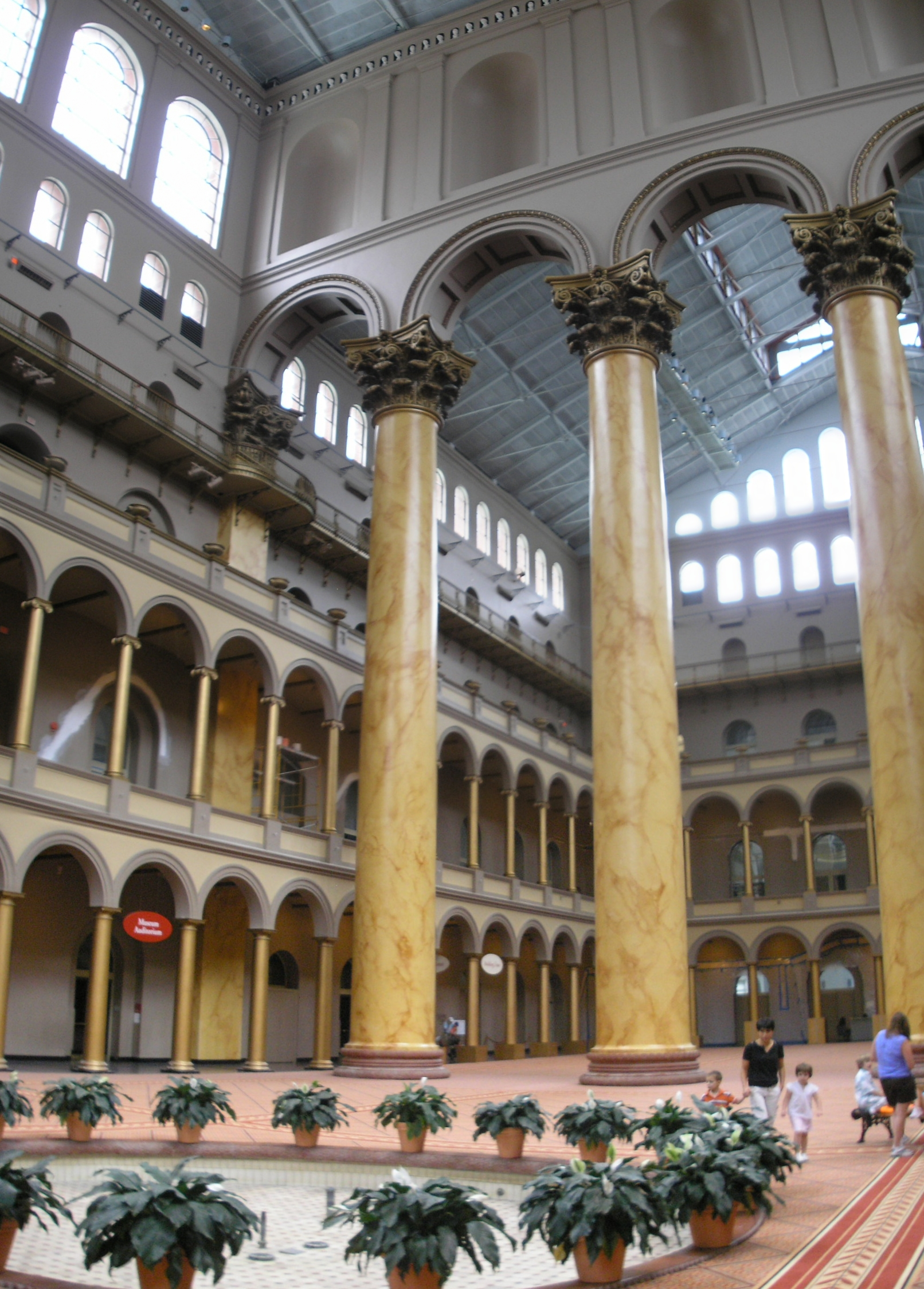
Große Halle

Das National Building Museum, in Washington, D.C., ist das nationale Architekturmuseum der Vereinigten Staaten.

## Geschichte
Es wurde durch ein Gesetz von 1980 gegründet und wird als private Non-profit Organisation betrieben. Das Museum im ehemaligen Pension Bureau Building steht in der Nähe vom National Law Enforcement Officers Memorial und der Metrostation Judiciary Square (401 F Street NW). Das Pension Bureau Building (1887) ist ein von General Montgomery C. Meigs entworfenes Backsteingebäude.

## Ausstellungen
- 2014: The BIG Maze (Das große Labyrinth), entworfen von Bjarke Ingels Group, Kopenhagen, Dänemark.